# Midland (Pensilvania)
Midland es un borough ubicado en el condado de Beaver en el estado estadounidense de Pensilvania. En el año 2000 tenía una población de 3.137 habitantes y una densidad poblacional de 593.5 personas por km².

## Geografía
Midland se encuentra ubicado en las coordenadas 40°38′18″N 80°27′09″O / 40.63833, -80.45250.

## Demografía
Según la Oficina del Censo en 2000 los ingresos medios por hogar en la localidad eran de $23,117 y los ingresos medios por familia eran $31,887. Los hombres tenían unos ingresos medios de $27,261 frente a los $20,078 para las mujeres. La renta per cápita para la localidad era de $17,066. Alrededor del 20.3% de la población estaba por debajo del umbral de pobreza.